# 菲尼克斯電氣
菲尼克斯電氣  總部位於德國東威斯特法倫州-利珀(Ostwestfalen-Lippe)的布隆貝格(Blomberg)，是一家工業自動化、互連和接口解決方案的製造商。 該公司開發接線端子、繼電器、連接器、信號調節器、電源、控制器和PLC、I/O 系統、工業以太網、控制器系統佈線、PCB 接線端子和連接器以及浪湧抑制。 此外，菲尼克斯電氣還生產用於 Modbus、DeviceNet、EtherNet/IP、CANopen、PROFIBUS 和 PROFINET 網絡的產品。
該公司於1923年在德國埃森市成立，2021年的年銷售額超過€29.7億歐元（約合$31億美元）。 菲尼克斯電氣在 10 多個國家/地區製造產品：德國、美國、中國、印度、波蘭、希臘、巴西、土耳其、瑞典和阿根廷，並在 50 個國際子公司僱用 20,300 名員工。 

## 歷史
- 1923年：在德國埃森市，Hugo Knümann 成立了一家電氣產品商業機構，銷售電車接觸線端子。 埃森一棟租來的大樓的兩層樓是公司總部：一樓是辦公室； 第二層用於組裝。 不久之後，這家年輕的公司成為了 Phönix Elektrizitätsgesellschaft（菲尼克斯電力公司）。

- 1928年：Hugo Knümann 與 Rhine-Westphalia Electricity Works (RWE) 合作開發了第一個模塊化接線端子。

- 1937年：Ursula Lampmann，後來成為合夥人之一，作為第一位商業員工加入公司。 近六年來，她繼續在公司發揮積極作用。

- 1943年：3 月 13 日，埃森火車站附近的公司辦公室在一次空襲中被摧毀。 公司總部遷至布隆貝格的“Bürgerheim”餐廳。 直到 1948 年，這家擁有 30 名員工的公司才部分搬回埃森。

- 1949年：Hugo Knümann 聘請擁有多項接線端子專利的 Josef Eisert 擔任其公司的技術總監。 Eisert 修改了整個產品系列。

- 1953年：Hugo Knümann 去世後，Josef Eisert 和 Ursula Lampmann 接管了 Phönix Klemmen。 通過合併，在呂登沙伊德成立了姊妹公司 Phoenix Feinbau——這標誌著未來菲尼克斯電氣集團的誕生。

- 1957年：前兩個生產設施在 Blomberg 的 Flachsmarkt 工廠開業。 Phönix Klemmen 迎來了第一個學徒 Helmut Conrad。

- 1961年：Josef Eisert 的兒子 Klaus Eisert 作為管理合夥人加入公司。 截至 2018 年，他一直擔任這一職務。他的兄弟 Jörg 和 Gerd 於次年加入公司。

- 1966年：埃森工廠關閉。 現在有 300 多名員工在公司位於布隆貝格的總部工作。

- 1981年：在 80 年代初期，Phönix Klemmen 開始在國外市場建立子公司。 瑞士的子公司於 1981 年成為第一家。瑞典和美國緊隨其後於 80 年代中期。 截至 2018 年，菲尼克斯電氣在 50 多個國家設有代表處。

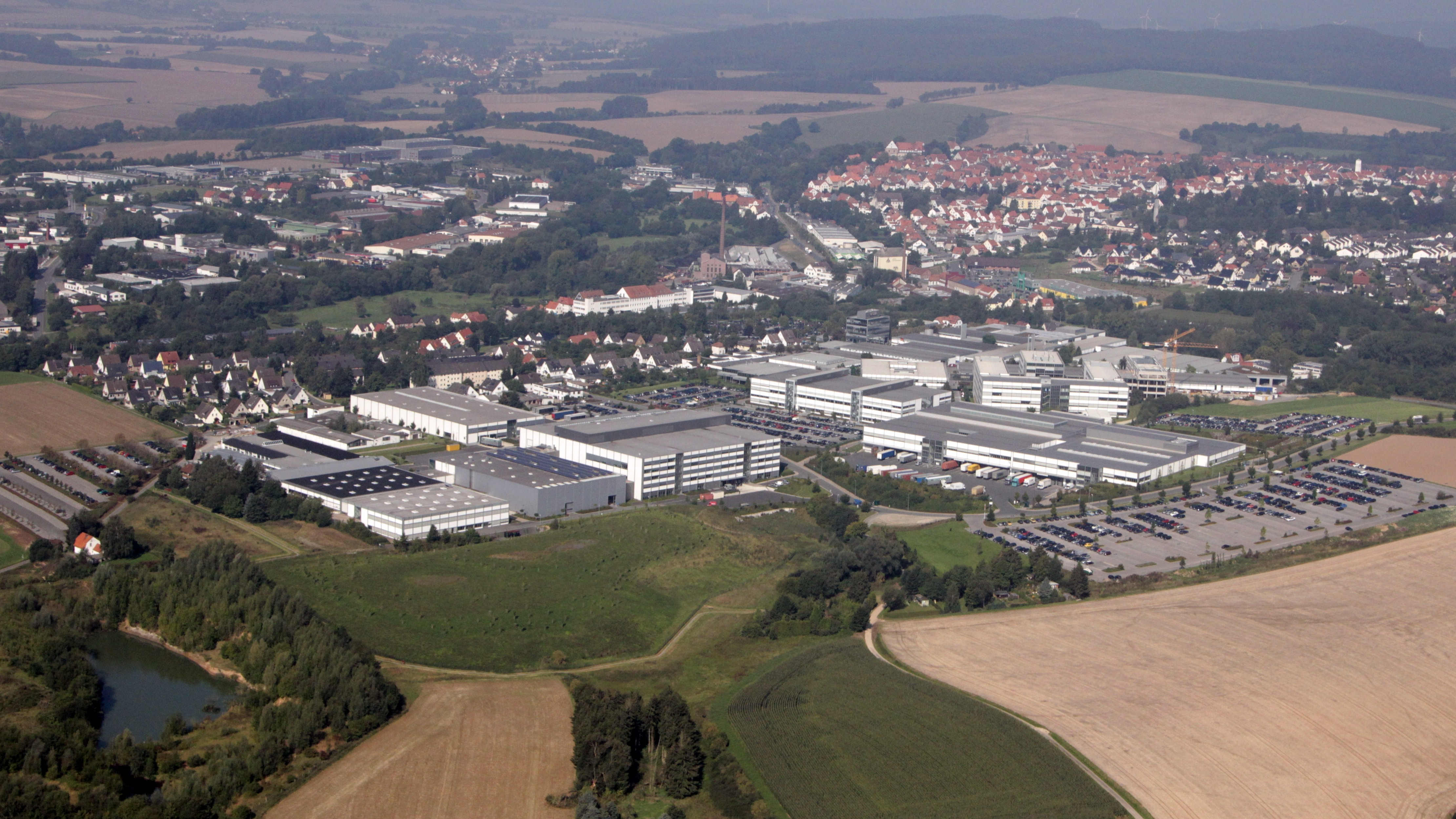
前景：位於布隆貝格市的公司總部。 背景：左邊是布隆貝格的工業區，中間是布隆貝格的老城區。

- 1982年：Phönix Klemmen 更名為菲尼克斯電氣 (Phoenix Contact)，以反映電子功能如何越來越多地集成到終端技術中。

- 1983年：該公司開發了敏感設備和系統電子設備以防止浪湧電壓。 菲尼克斯電氣特殊接線端子、Interface 和 TRABTECH 代表了 1980 年代的進一步創新。

- 1987年：菲尼克斯電氣 INTERBUS 現場總線系統通過提供從傳感器到控制器的跨系統開放性，對自動化產生了重大影響。

- 1994年：位於布隆貝格的獨立 Phoenix Testlab 測試機構開始其作為 Phoenix EMV-Test 的工作。 該公司在中國開設了一家子公司[3]。

- 1996年：內部製造高科技電子產品：菲尼克斯電子公司在巴特皮爾蒙特市建立了一個重要基地。

- 2001年：巴特皮尔蒙特市的工廠擴建至約 10,000 平方米。

- 2005/2007年：2005年，佔地 12,000 平方米的工廠在 Thaler Landstraße 落成。僅僅兩年後，佔地 15,000 平方米的五層“電子創新中心”落成，公司的開發、營銷和銷售部門就此落成。 該公司在全球的收入為 €10.72 億歐元。 員工人數接近10,000人。

- 2009年：菲尼克斯電氣繼續投資，在布隆貝格建造了佔地20,000平方米的生產車間，這是公司最大的建築。

- 2010年：PHOENIX CONTACT Deutschland GmbH 成立。 菲尼克斯電氣德國銷售子公司成立，在現場和銷售辦事處擁有 300 多名員工[4]。

- 2012年：公司分為三個部分：設備和 PCB 連接技術、電氣工程和電子工業組件以及特定行業的自動化解決方案[5]。

- 2015年：Frank Stührenberg 擔任董事總經理，他於 1992 年開始擔任菲尼克斯電氣的管理層助理[3]； 他還是 ZVEI 的董事會成員[6]。

- 2018年：菲尼克斯電氣員工人數持續增加至17,000多人[4]。

## 外部鏈接
- （英文）官方網站 （页面存档备份，存于）
- （英文）菲尼克斯電氣美國網站 （页面存档备份，存于）
- （英文）工業以太網 （页面存档备份，存于）
- （英文）菲尼克斯電氣 EtherNet/IP 網站 （页面存档备份，存于）
- （英文）INTERBUS Club (German) （页面存档备份，存于）
- Phoenix Contact USA的Facebook專頁